# پائول پیتر اوالد
 پائول پیتر اوالد (انگلیسی: Paul Peter Ewald؛ زاده ۲۳ ژانویهٔ ۱۸۸۸ درگذشته ۲۲ اوت ۱۹۸۵) یک فیزیک‌دان اهل آلمان بود.